# Flipper (película de 1963)
Flipper (conocida en español como Mi amigo Flipper en España y El niño y el delfín en México) es una película de aventuras estadounidense de 1963 escrita por Arthur Weiss, basada en una historia de Ricou Browning y Jack Cowden. Producida por Ivan Tors y dirigida por James B. Clark, la película se centra en un niño de 12 años que vive con sus padres en los Cayos de la Florida y se hace amigo de un delfín salvaje herido. El niño y el delfín se vuelven inseparables y finalmente superan las dudas del padre pescador del niño.
Estrenada por Metro-Goldwyn-Mayer el 14 de agosto de 1963, la película presentó la popular canción Flipper de Dunham y Henry Vars e inspiró la serie de televisión posterior del mismo nombre (1964-1967) y las secuelas cinematográficas.

## Argumento
Sandy Ricks es un niño que vive en los Cayos de la Florida que rescata y se hace amigo de un delfín herido por un arpón. Su padre, el pescador Porter Ricks, desaprueba del delfín, ya que los delfines compiten con los pescadores por los peces, lo que pone en peligro los ingresos familiares. También le molesta que, después de hacerse amigo del delfín, Sandy descuide sus tareas, especialmente las asignadas por Porter para reparar los artículos dañados por el huracán del que escapan Sandy y Porter al comienzo de la película.
Sandy nombra al delfín Flipper, y Flipper se recupera de la herida y organiza un espectáculo para entretener a los niños del vecindario. Porter, al ver a Flipper como una amenaza para sus peces y una distracción para las tareas de Sandy, deja que el ya recuperado Flipper nade fuera del corral hacia el mar abierto, a pesar de la súplica entre lágrimas de Sandy de quedarse con la mascota que ha llegado a amar.
Sin embargo, Flipper regresa al corral de los Ricks, para deleite de Sandy, pero devora toda la pesca de pámpano de Porter, que fueron capturadas solo porque Flipper guio a Sandy hacia los peces. La pérdida se siente profundamente debido a una plaga roja que mata a los peces locales en grandes cantidades. Porter reprende duramente a Sandy por permitir que Flipper salte al corral de espera de peces valiosos que esperan para ir al mercado. Reducido a las lágrimas, Sandy se retira a su habitación mientras la esposa de Porter, Martha, le recuerda a Porter que Sandy es solo un niño.
Decidido a compensar la pérdida, Sandy parte en busca de más peces y Flipper lo lleva a un gran banco de peces cerca de un arrecife. Más tarde, Flipper rescata a Sandy de un tiburón amenazante, y el padre agradecido se acerca a su hijo. Porter finalmente está convencido de que Flipper ayudó a Sandy a encontrar peces y que hay suficientes peces para los residentes locales y los delfines.

## Reparto
- Chuck Connors como Porter Ricks.
- Luke Halpin como Sandy Rick
- Kathleen Maguire como Martha Ricks.
- Connie Scott como Kim Parker.
- Jane Rose como Hettie White.
- Joe Higgins como el Sr. L. C. Parett.
- Robertson White como el Sr. Abrams.
- George Applewhite como el sheriff Rogers.
- Sharon Roberts (Bertram) como niña bonita junto al agua y madre de Sabrina.

## Producción
El cocreador Ricou Browning dijo que originalmente concibió la historia después de ver a sus hijos mirando atentamente la serie de televisión Lassie, lo que inspiró a Browning a crear una historia similar con un delfín en lugar del perro. Después de enviar la historia a su amigo, el productor Ivan Tors, Tors expresó su interés en convertirla en una película.
Filmada en color en 1962 y lanzada en 1963, Flipper tiene varias secuencias submarinas, junto con escenas del delfín entrenado realizando acrobacias. Flipper era en realidad Mitzie (1958-1972), una hembra entrenada en la Escuela Santini Porpoise (más tarde el Dolphin Research Center, Centro de Investigación de Delfines) por Milton y Virginia Santini, quienes aparecen en los créditos de la película. Mitzie está sepultada en el Dolphin Research Center, donde su tumba es la primera parada en los recorridos públicos del centro.
Además de Mitzie, se filmaron otros cuatro delfines para la producción de la película. Dos de los delfines, Little Bit, una hembra, y Mr. Gipper, un macho, se aparearon en la Escuela Santini Marsopa, y en 1973 tuvieron una cría llamada Tursi que aún vive en el Dolphin Research Center.

## Secuelas
Una secuela de la película, Flipper's New Adventure, se filmó a fines de 1963 y se estrenó en junio de 1964. Ese mismo año, comenzó una serie de televisión inspirada en la película, también titulada Flipper, que duró hasta 1967. Un nueva versión televisiva de la década de 1990 presentó a Jessica Alba en uno de sus primeros papeles. En 1996, se estrenó una nueva versión de la película, protagonizada por Paul Hogan y Elijah Wood.